# Athyrium neoelegans
Athyrium neoelegans är en majbräkenväxtart som beskrevs av Kurata. Athyrium neoelegans ingår i släktet Athyrium och familjen Athyriaceae. Inga underarter finns listade.